# Marailsjakohoen
De marailsjakohoen (Penelope marail) is een vogel uit de familie sjakohoenders en hokko's (Cracidae). De wetenschappelijke naam van de soort is voor het eerst geldig gepubliceerd in 1776 door Philipp Ludwig Statius Müller.

## Voorkomen
De soort komt voor in het noorden van Zuid-Amerika en telt 2 ondersoorten:
- P. m. jacupeba: zuidoostelijk Venezuela en noordelijk Brazilië.
- P. m. marail: oostelijk Venezuela en de Guyana's.

## Beschermingsstatus
Op de Rode Lijst van de IUCN heeft de soort de status veilig.